# فيض آباد (قرشي)
فيض آباد هي بلدة في مقاطعة قمشي في ولاية قشقداريا في أوزبكستان.